# Oxford Circus metróállomás
Az Oxford Circus a londoni metró egyik állomása az 1-es zónában, a Bakerloo line, a Central line és a Victoria line érinti.

## Története
Az állomást 1900. július 30-án adták át, mely ma a Central line része. A mai Bakerloo line állomását 1906. március 10-én, a Victoria line állomását pedig 1969. március 7-én helyezték üzembe.

## Forgalom
| Járat | Útvonal | Gyakoriság     |
| ----- | --- | -------------- |
|       | Harrow & Wealdstone – Kenton – South Kenton – North Wembley – Wembley Central – Stonebridge Park – Harlesden – Willesden Junction – Kensal Green – Queen’s Park – Kilburn Park – Maida Vale – Warwick Avenue – Paddington – Edgware Road – Marylebone – Baker Street – Regent’s Park – Oxford Circus – Piccadilly Circus – Charing Cross – Embankment – Waterloo – Lambeth North – Elephant & Castle | 3 percenként   |
|       | (Epping és Hainault felől –) Leytonstone – Leyton – Stratford – Mile End – Bethnal Green – Liverpool Street – Bank – St. Paul’s – Chancery Lane – Holborn – Tottenham Court Road – Oxford Circus – Bond Street – Marble Arch – Lancaster Gate – Queensway – Notting Hill Gate – Holland Park – Shepherd’s Bush – White City (– tovább Ealing Broadway és West Ruislip felé)                          | 2-3 percenként |
|       | Walthamstow Central – Blackhorse Road – Tottenham Hale – Seven Sisters – Finsbury Park – Highbury & Islington – King’s Cross St. Pancras – Euston – Warren Street – Oxford Circus – Green Park – Victoria – Pimlico – Vauxhall – Stockwell – Brixton | 2-3 percenként |

## Átszállási kapcsolatok
| Állomás       | Átszállási kapcsolatok                                     |
| ------------- | ---------------------------------------------------------- |
| Oxford Circus | Helyi buszok (Oxford Circus Station, John Prince’s Street) |

## Fordítás
- Ez a szócikk részben vagy egészben  az   Oxford Circus tube station című angol Wikipédia-szócikk fordításán alapul.  Az eredeti cikk szerkesztőit annak laptörténete sorolja fel. Ez a jelzés csupán a megfogalmazás eredetét és a szerzői jogokat jelzi, nem szolgál a cikkben szereplő információk forrásmegjelöléseként.